# Pachycondyla
Pachycondyla is een geslacht van mieren uit de onderfamilie Ponerinae.

## Soorten
- P. aciculata Emery, 1901
- P. acuta Emery, 1900
- P. aenescens Mayr, 1870
- P. aenigmatica (Arnold, 1949)
- P. aequalis (Mann, 1919)
- P. agilis (Forel, 1901)
- P. ambigua André, 1890
- P. amblyops (Emery, 1887)
- P. analis (Latreille, 1802)
- P. annamita (André, 1892)
- P. antecurvata Mackay & Mackay, 2010
- P. apicalis (Latreille, 1802)
- P. arabica (Collingwood & Agosti, 1996)
- P. arhuaca (Forel, 1901)
- P. astuta Smith, F., 1858
- P. atrata (Karavaiev, 1925)
- P. australis (Forel, 1900)
- P. barbata Stitz, 1911
- P. batak Yamane, 2007
- P. becculata Mackay & Mackay, 2010
- P. berthoudi (Forel, 1890)
- P. bispinosa Smith, F., 1858
- P. brevidorsa (Xu, 1994)
- P. breviscapa Mackay & Mackay, 2010
- P. brunoi Forel, 1913
- P. bucki (Borgmeier, 1927)
- P. bugabensis Forel, 1899
- P. caffraria (Smith, F., 1858)
- P. cambouei (Forel, 1891)
- P. carbonaria (Smith, F., 1858)
- P. carinulata (Roger, 1861)
- P. cariosa (Emery, 1895)
- P. castanea (Mayr, 1865)
- P. castaneicolor (Dalla Torre, 1893)
- P. cavernosa (Roger, 1860)
- P. cavimaculata Wang & Zhao, 2009
- P. cavinodis (Mann, 1916)
- P. cernua Mackay & Mackay, 2010
- P. claudata (Menozzi, 1926)
- P. cognata (Emery, 1896)
- P. commutata (Roger, 1860)
- P. comorensis (André, 1887)
- P. concava Mackay & Mackay, 2010
- P. conicula Mackay & Mackay, 2010
- P. constricta (Mayr, 1884)
- P. constricticeps Mackay & Mackay, 2010
- P. cooki Mackay & Mackay, 2010
- P. coveri Mackay & Mackay, 2010
- P. crassa (Emery, 1877)
- P. crassicornis (Emery, 1897)
- P. crassinoda (Latreille, 1802)
- P. crenata (Roger, 1861)
- P. cribrata Santschi, 1910
- P. croceicornis (Emery, 1900)
- P. curiosa Mackay & Mackay, 2010
- P. curvinodis Forel, 1899
- P. chinensis (Emery, 1895)
- P. christmasi (Donisthorpe, 1935)
- P. chyzeri (Forel, 1907)
- P. darwinii (Forel, 1893)
- P. denticulata (Kirby, W.F., 1896)
- P. depilis (Emery, 1902)
- P. dismarginata Mackay & Mackay, 2010
- P. donosoi Mackay & Mackay, 2010
- P. dubitata (Forel, 1900)
- P. eleonorae (Forel, 1921)
- P. elisae (Forel, 1891)
- P. emiliae (Forel, 1901)
- P. escherichi Forel, 1910
- P. exarata Emery, 1901
- P. excavata (Emery, 1893)
- P. fauveli Emery, 1896
- P. ferruginea (Smith, F., 1858)
- P. fiebrigi (Forel, 1912)
- P. fisheri Mackay & Mackay, 2010
- P. flavipes Yamane, 2007
- P. flavopilosa (Weber, 1942)
- P. foetida (Linnaeus, 1758)
- P. fossigera (Mayr, 1901)
- P. fugax Forel, 1907
- P. fusca Mackay & Mackay, 2010
- P. fusciceps (Emery, 1900)
- P. fuscoatra (Roger, 1861)
- P. gigas (Wu & Wang, 1995)
- P. gilberti (Kempf, 1960)
- P. gilva (Roger, 1863)
- P. gilloglyi Mackay & Mackay, 2010
- P. glabripes (Emery, 1893)
- P. globularia Mackay & Mackay, 2010
- P. goeldii (Forel, 1912)
- P. grandis (Donisthorpe, 1947)
- P. granosa (Roger, 1860)
- P. guianensis (Weber, 1939)
- P. gulera Özdikmen, 2010
- P. harpax (Fabricius, 1804)
- P. hartwigi (Arnold, 1948)
- P. henryi Donisthorpe, 1942
- P. hispida Mackay & Mackay, 2010
- P. holcotyle Mackay & Mackay, 2010
- P. holmgreni (Wheeler, W.M., 1925)
- P. hottentota Emery, 1886
- P. ilgii (Forel, 1894)
- P. impressa (Roger, 1861)
- P. inca Emery, 1901
- P. incisa Emery, 1911
- P. ingesta (Wheeler, W.M., 1922)
- P. insignis Mackay & Mackay, 2010
- P. insulana (Mayr, 1876)
- P. insularis (Emery, 1889)
- P. inversa (Smith, F., 1858)
- P. javana (Mayr, 1867)
- P. jerdonii (Forel, 1900)
- P. jinxiuensis (Zhou, 2001)
- P. jonesii (Forel, 1891)
- P. karawaiewi Özdikmen, 2010
- P. kenyensis (Santschi, 1937)
- P. kruegeri Forel, 1910
- P. laevigata (Smith, F., 1858)
- P. laevissima Arnold, 1915
- P. lamottei (Bernard, 1953)
- P. latinoda Mackay & Mackay, 2010
- P. lattkei Mackay & Mackay, 2010
- P. leeuwenhoeki (Forel, 1886)
- P. lenis Kempf, 1961
- P. lenkoi Kempf, 1962
- P. leveillei (Emery, 1890)
- P. lineaticeps Mayr, 1866
- P. lobocarena Xu, 1995
- P. longidentata Mackay & Mackay, 2010
- P. lunaris (Emery, 1896)
- P. lutea (Mayr, 1862)
- P. luteipes (Mayr, 1862)
- P. luteola (Roger, 1861)
- P. magnifica Borgmeier, 1929
- P. malayana (Wheeler, W.M., 1929)
- P. manni (Viehmeyer, 1924)
- P. marginata (Roger, 1861)
- P. masoala Rakotonirina & Fisher, 2013

- P. mayri (Emery, 1887)
- P. melanaria (Emery, 1893)
- P. melancholica Smith, F., 1865
- P. mesoponeroides (Radchenko, 1993)
- P. metanotalis Luederwaldt, 1918
- P. minuta Mackay & Mackay, 2010
- P. mirabilis Mackay & Mackay, 2010
- P. mlanjiensis (Arnold, 1946)
- P. mocquerysi (Emery, 1902)
- P. modiglianii Emery, 1900
- P. moesta Mayr, 1870
- P. motschulskyi (Donisthorpe, 1943)
- P. myropola (Menozzi, 1925)
- P. nakasujii Yashiro, Matsuura, Guénard, Terayama & Dunn, 2010
- P. neonimba Özdikmen, 2010
- P. nicobarensis (Forel, 1905)
- P. nigrita (Emery, 1895)
- P. novemdentata (Bernard, 1953)
- P. oberthueri Emery, 1890
- P. obesa (Emery, 1897)
- P. obscurans (Walker, 1859)
- P. obscuricornis Emery, 1890
- P. obtusa Emery, 1900
- P. oculata (Smith, F., 1858)
- P. ochracea (Mayr, 1855)
- P. overbecki Viehmeyer, 1916
- P. pachyderma Emery, 1901
- P. pachynoda (Clark, 1930)
- P. pallidipennis (Smith, F., 1860)
- P. papuana (Viehmeyer, 1914)
- P. pergandei (Forel, 1909)
- P. peringueyi (Emery, 1899)
- P. perroti (Forel, 1891)
- P. picardi Forel, 1901
- P. picea (Bernard, 1953)
- P. pilidorsalis Yamane, 2007
- P. piliventris Smith, F., 1858
- P. pilosior (Wheeler, W.M., 1928)
- P. planicornis Rakotonirina & Fisher, 2013
- P. porcata (Emery, 1897)
- P. procidua Emery, 1890
- P. pseudogigas (Zhou & Zheng, 1997)
- P. pumicosa (Roger, 1860)
- P. punctata Karavaiev, 1935
- P. purpurascens Forel, 1899
- P. recava Mackay & Mackay, 2010
- P. recticlypea (Xu, 1998)
- P. rostrata Emery, 1890
- P. rotundiceps (Emery, 1914)
- P. rubescens (Santschi, 1937)
- P. rubiginosa (Emery, 1889)
- P. rubra (Smith, F., 1857)
- P. ruficornis (Clark, 1934)
- P. rufipes (Jerdon, 1851)
- P. rufonigra (Clark, 1934)
- P. rugosula (Emery, 1902)
- P. rupinicola Mackay & Mackay, 2010
- P. sakishimensis Terayama, 1999
- P. sandakana (Wheeler, W.M., 1919)
- P. sanguinea Santschi, 1920
- P. scobina (Wilson, 1958)
- P. scolopax (Emery, 1899)
- P. schoedli Mackay & Mackay, 2006
- P. schultzi Mackay & Mackay, 2010
- P. senegalensis (Santschi, 1914)
- P. sennaarensis (Mayr, 1862)
- P. sharpi (Forel, 1901)
- P. sheldoni (Mann, 1919)
- P. sikorae (Forel, 1891)
- P. silvestrii Santschi, 1914
- P. simillima (Donisthorpe, 1949)
- P. sinensis (Wang, M., 1992)
- P. sjostedti (Mayr, 1896)
- P. solisi Mackay & Mackay, 2010
- P. solitaria (Smith, F., 1860)
- P. soror (Emery, 1899)
- P. stigma (Fabricius, 1804)
- P. striata Smith, F., 1858
- P. striatinodis Emery, 1890
- P. striatula Karavaiev, 1935
- P. strigulosa (Emery, 1895)
- P. striolata Donisthorpe, 1933
- P. subiridescens (Wheeler, W.M., 1922)
- P. sublaevis (Emery, 1887)
- P. subterranea (Bharti & Wachkoo, 2013)
- P. succedanea (Roger, 1863)
- P. sulcata (Mayr, 1867)
- P. sumatrana Özdikmen, 2010
- P. suspecta (Santschi, 1914)
- P. taivanae (Forel, 1913)
- P. talpa (André, 1890)
- P. tarsata (Fabricius, 1798)
- P. tavaratra Rakotonirina & Fisher, 2013
- P. tengu (Terayama, 1999)
- P. terminalis Özdikmen, 2010
- P. tesseronoda (Emery, 1877)
- P. theresiae Forel, 1899
- P. tianzun Terayama, 2009
- P. tonkina Santschi, 1920
- P. tridentata Smith, F., 1858
- P. typhlos (Karavaiev, 1935)
- P. unicolor (Smith, F., 1860)
- P. unidentata Mayr, 1862
- P. variolosa (Arnold, 1947)
- P. vazimba Rakotonirina & Fisher, 2013
- P. venusta (Forel, 1912)
- P. verecundae (Donisthorpe, 1943)
- P. verenae (Forel, 1922)
- P. vermiculata (Emery, 1897)
- P. vidua (Smith, F., 1857)
- P. vieirai Mackay & Mackay, 2010
- P. villiersi (Bernard, 1953)
- P. villosa (Fabricius, 1804)
- P. wallacei Yamane, 2007
- P. wasmannii (Forel, 1887)
- P. weberi (Bernard, 1953)
- P. williamsi (Wheeler, W.M. & Chapman, 1925)
- P. wroughtonii (Forel, 1901)
- P. zhengi Xu, 1995
- P. zumpti (Santschi, 1937)
- P. zuparkoi Mackay & Mackay, 2010